# Keroeididae
Keroeididae is een familie van zachte koralen uit de orde van Alcyonacea.

## Geslachten
- Ideogorgia Bayer, 1981
- Keroeides Studer, 1887
- Lignella Gray, 1870
- Pseudothelogorgia (van Ofwegen, 1990)
- Thelogorgia Bayer, 1991